# Gaurotina nigroantennata
Gaurotina nigroantennata là một loài bọ cánh cứng trong họ Cerambycidae.